# Viszló, Borsod-Abaúj-Zemplén
Viszló este un sat în districtul Edelény, județul Borsod-Abaúj-Zemplén, Ungaria, având o populație de 75 de locuitori (2011). 

## Demografie
Componența etnică a satului Viszló
     Maghiari (100%)
Componența confesională a satului Viszló
     Greco-catolici (84%)
     Romano-catolici (10,67%)
     Necunoscută (5,33%)
Conform recensământului din 2011, satul Viszló avea 75 de locuitori. Din punct de vedere etnic, majoritatea locuitorilor (100,0%) erau maghiari.  Din punct de vedere confesional, majoritatea locuitorilor (84,0%) erau greco-catolici, cu o minoritate de romano-catolici (10,67%). Pentru 5,33% din locuitori nu este cunoscută apartenența confesională.